# Dubois (Wyoming)
Pour les articles homonymes, voir Dubois.
Dubois (en anglais [ˈdjuːbɔɪz]) est une ville située dans le comté de Fremont, dans le Wyoming, aux États-Unis. Au recensement de 2010, la population s'élevait à 971 personnes.

## Géographie
Située à une altitude de 2 117 mètres dans les montagnes Rocheuses, la ville est traversée par la rivière Wind. La ville est proche de la Forêt nationale de Shoshone.

## Au cinéma
La ville apparaît dans le film L'Honneur d'un Marine retraçant l'histoire, peu commune, de la dépouille du Marine de 1re classe Chance Phelps (en), ce dernier étant originaire de la bourgade.